# Medozvěstka křiklavá

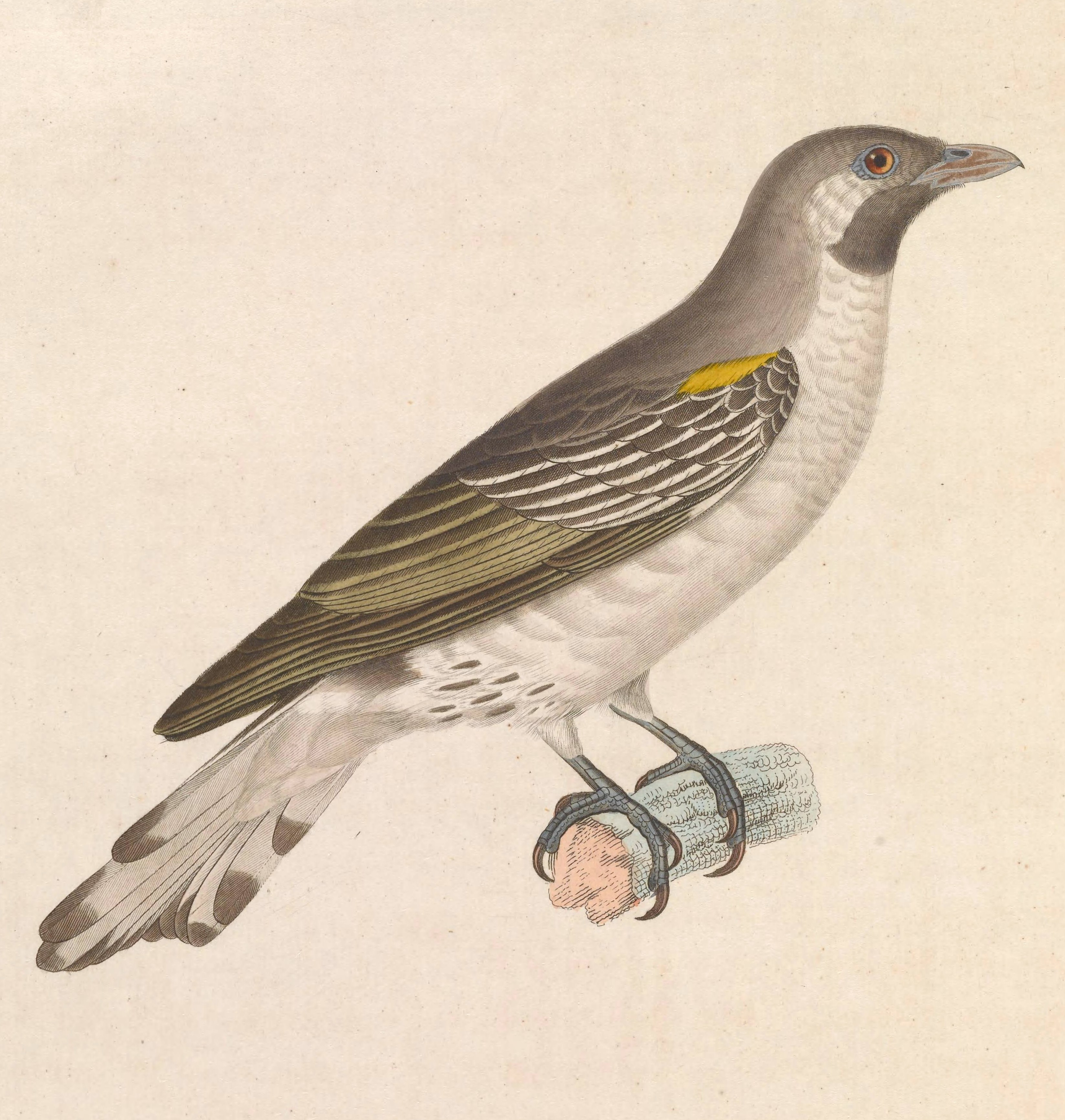
Indicator indicator (1838)

Medozvěstka křiklavá (Indicator indicator) je pták čeledi medozvěstkovití (Indicatoridae) z řádu šplhavci (Piciformes).

## Popis
Medozvěstka křiklavá dorůstá délky okolo 20 cm a váží asi 50 g. Jako všichni afričtí medozvěstkovití má po stranách ocasu výrazné bílé skvrny. Samec má vršek těla tmavě šedo-hnědý, spodek těla bílý a krk černý. Křídla má bělavě žíhaná a na rameni žlutou skvrnu. Jeho zobák je růžový.
Samice je méně výrazná, nemá černé hrdlo a její zobák je načernalý. Nedospělí jedinci jsou velmi odlišní, horní část těla mají olivově hnědou, stehna bílá a hrdlo a horní část prsou mají žlutě zbarvené.

## Potrava

### Včelstva
Medozvěstka křiklavá se živí především obsahem včelích hnízd: včelími vajíčky, larvami a kuklami, larvami zavíječe voskového a malého a včelím voskem (medozvěstka je jedním z mála ptáků, kteří umí strávit vosk). Často se sdružují s ostatními medozvěstkami u včelích hnízd; nedospělí jedinci převládají nad dospělými, a nedospělí jedinci tohoto druhu převládají nad všemi ostatními druhy. Stejně jako ostatní medozvěstkovití vstupuje do včelích hnízd, zatímco jsou včely časně zrána apatické, krmí se na opuštěných úlech (africké včely je opouštějí častěji než včely z mírného pásma) a odstraňuje zbytky po hnízdech, které vyloupil člověk nebo jiná velká zvířata, zejména medojed kapský.

### Navigování lidí k včelím hnízdům
Medozvěstka křiklavá je známá tím, že navádí lidi k hnízdům divokých včel.
Toto navigování nelze předvídat a je častější u dospívajících jedinců a samiček, než u dospělých samců. Pták navádí tak, že přitahuje pozornost člověka třepotavými, drnčivými „tóny ‚tya‘ složenými z pípání a pískání,“ které vydává také při útoku. Poté letí k hnízdu obývanému včelami (medozvěstka křiklavá zná ve svém teritoriu spoustu míst, kde včely sídlí), přistane a znovu volá. Podobně jako v jiných situacích roztáhne svůj ocas a ukazuje tak bílé skvrny a zároveň létá vzhůru, díky čemuž je velmi výrazná. Pokud ji následují domorodí lovci medu, dospělé včely v nalezeném hnízdě pomocí kouře ochromí a otevřou jej pomocí seker nebo mačet. Poté, co si vezmou med, sní mědozvěstka cokoliv, co po nich zbude.
Studie zjistila, že lidé z kmene Borana z východní Afriky při využití medozvěstky zkracují dobu hledání medu přibližně o dvě třetiny. Kvůli této výhodě používají před začátkem pátrání po medu lidé kmene Borana zvláštní typ hlasité píšťaly, známé také jako fuulido. Fuulido dokáže míru setkání s medozvěstkou až zdvojnásobit.

### Další potrava
Medozvěstka křiklavá také chytá některé druhy létajícího hmyzu, zejména rojící se termity. Někdy pronásleduje savce nebo ptáky, aby mohla chytat hmyz, který vyrušili a donutili vyletět. Občas se jedinec nebo dvojice přidá k hejnu ptáků smíšeného druhu. Je též známá tím, že jí vejce menších ptáků.

## Rozmnožování
Kromě toho, že je predátorem hmyzu a žije v mutualistickém vztahu se živočišnými druhy, které ji následují k medu, je medozvěstka křiklavá hnízdním parazitem. Klade celkem 10 až 20 bílých vajec za rok v sérii po 3 až 7 vejcích. Každé vajíčko klade do odlišného hnízda ptáků jiného druhu, včetně některých datlovitých, špačkovitých, ledňáčkovitých, vlhovitých, vousáků, dudkovců a velkých vlaštovkovitých. Všechny druhy, na kterých parazituje, hnízdí v dírách, krytých nebo hlubokých hnízdech. Mládě, ještě stále slepé a bez peří, má na zobáku membranózní háček, kterým zabije mláďata hostitele rovnou, nebo je zraňuje opakovaně tak dlouho, dokud nezahynou.

## Areál rozšíření
Medozvěstka křiklavá obývá subsaharskou Afriku, kde se také rozmnožuje. Vyskytuje se v nejrůznějších prostředích se stromovým porostem, především v suchých a otevřených lesnatých oblastech, nikoli však v západoafrické džungli.